# Dél-Európa
Dél-Európa az európai földrész egyik régiója. A régió meghatározására több definíció is létezik.

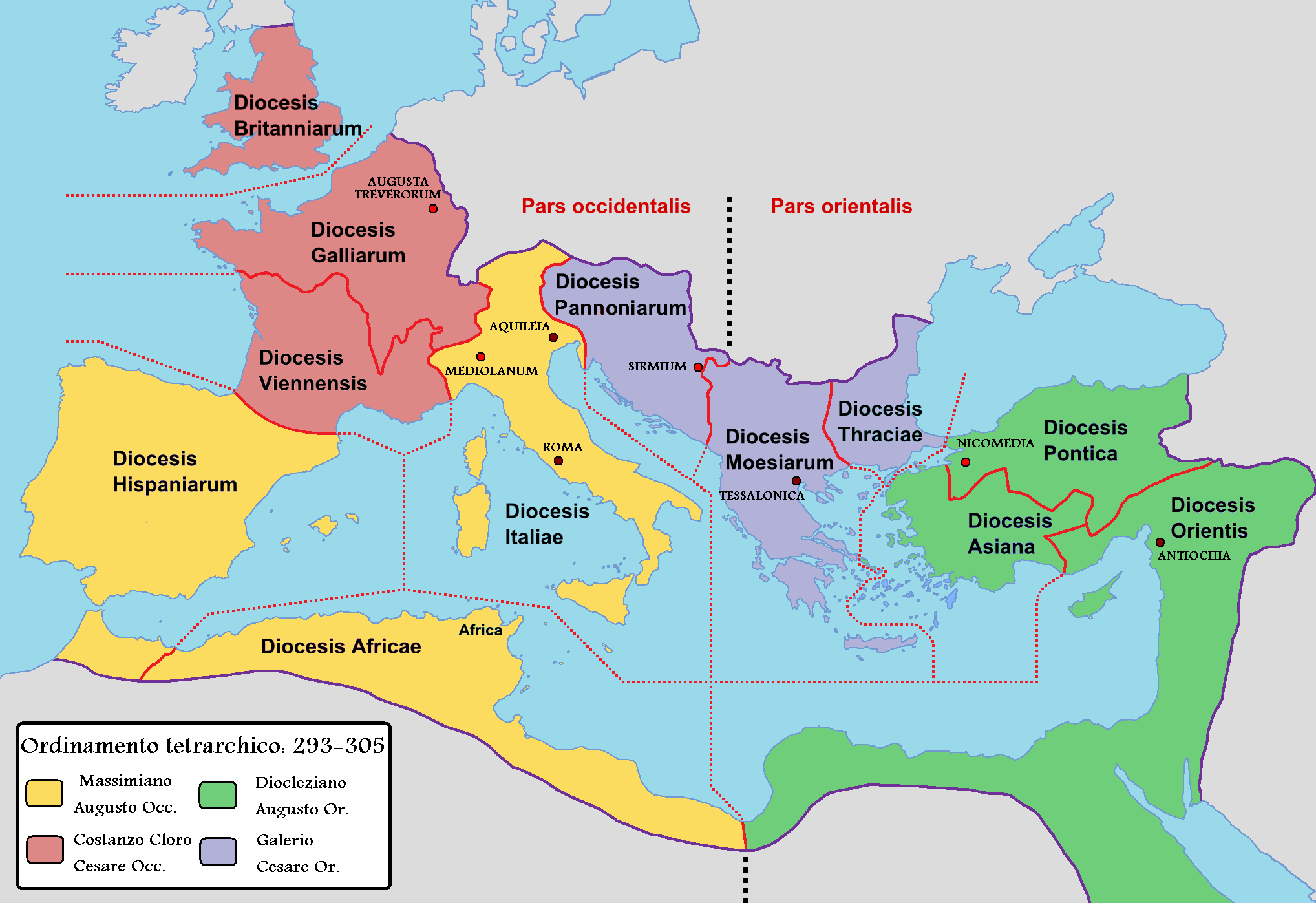
Partíció a Római Birodalom alábbi populációk és földrajzi területek.

## A szűkebb értelemben vett Dél-Európa

Dél-Európa országai pirossal jelölve, a Dél-Európához sorolt területek piros vonallal határolva.

A legáltalánosabban elfogadott meghatározás szerint ebbe a régióba az Ibériai-félsziget és az Appennini-félsziget országai, valamint a kettő között elhelyezkedő földközi-tengeri szigetek tartoznak:
- Ibériai-félsziget: 
  -  Andorra
  -  Portugália
  -  Spanyolország
  -  Gibraltár – az Egyesült Királyság függő területe
- Appennini-félsziget: 
  -  Olaszország
  -  San Marino
  -  Vatikán
- Málta

A felsoroltakon kívül szokás Dél-Európához sorolni  Franciaország egyes déli, mediterrán területeit (Korzika, Földközi-tenger partvidéke, esetenként Pireneusok), valamint velük együtt ide sorolható  Monaco is.
Az Ibériai-félsziget országait egyes felosztások Délnyugat-Európa néven külön régiónak is tekintik.

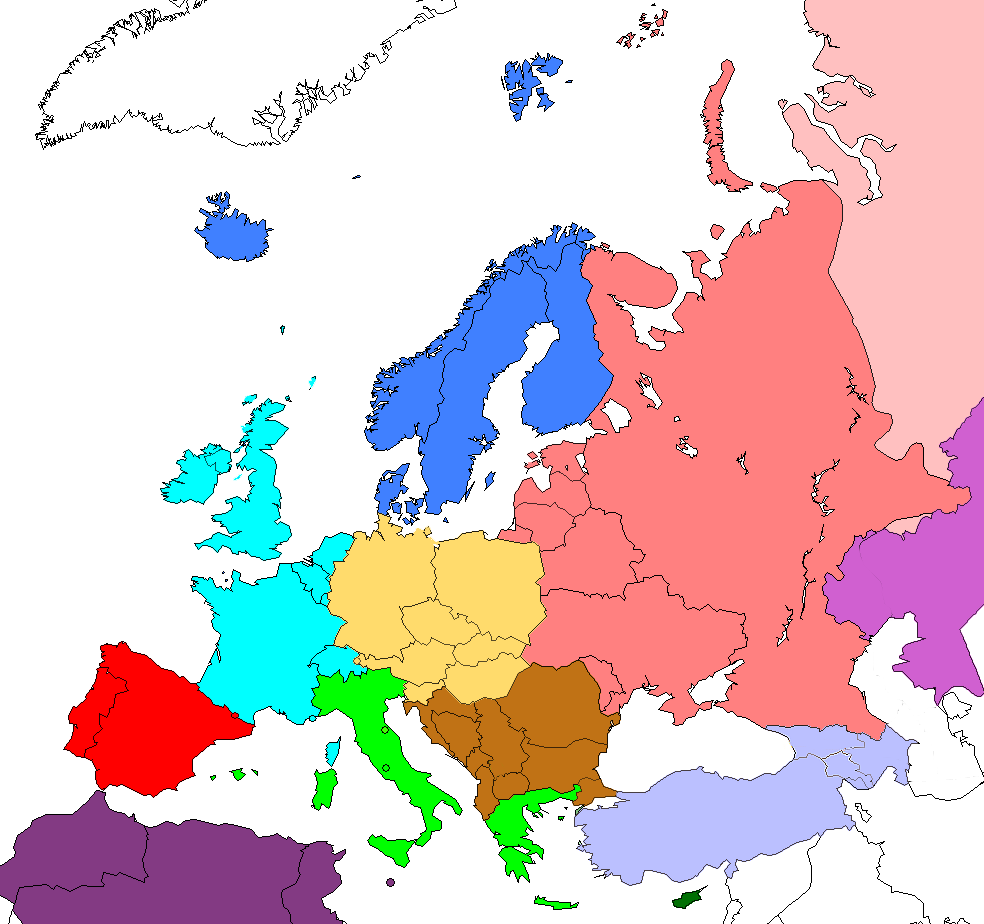
Európa régiói a CIA World Factbook szerint, Dél-Európa zölddel, Délnyugat-Európa pirossal jelölve

## Dél-Európa tágabb értelemben

Európa régiói az ENSZ szerint, Dél-Európa zölddel jelölve

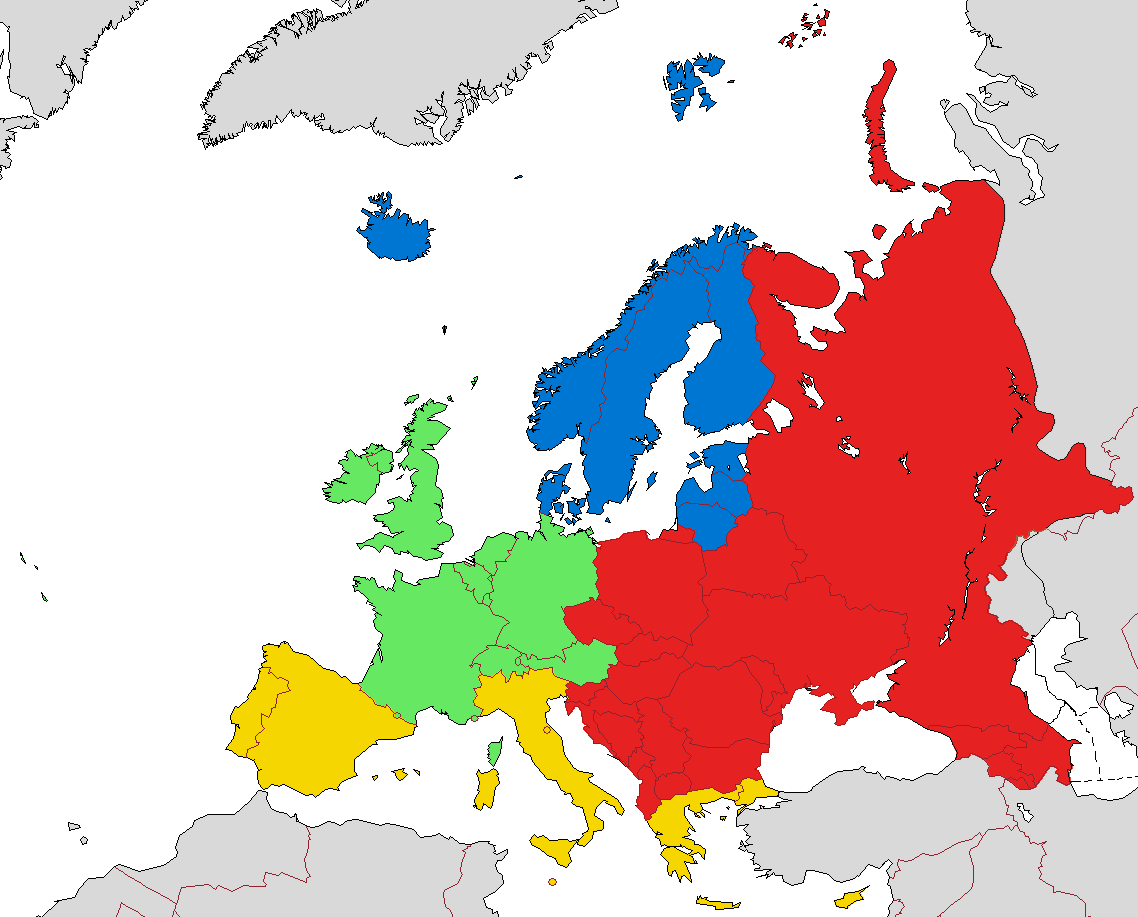
Európa régiói az EuroVoc szerint, Dél-Európa sárgával jelölve

Tágabb értelemben Dél-Európába sorolják valamennyi olyan európai országot, amely a Földközi-tenger partján helyezkedik el, tehát Délkelet-Európa nagy részét is.
A szűkebb értelemben vett Dél-Európa országain kívül ide tartozik még:
- Albánia, Bosznia-Hercegovina, Bulgária, Horvátország, Görögország, Koszovó, Észak-Macedónia, Montenegró, Szerbia, Szlovénia
- Törökország európai része (Kelet-Trákia)[1]
- Ciprus[1]

A hidegháború idején politikai szempontok alapján szokás volt Görögországot (valamint Ciprust és Törökország európai területét) Dél-Európához, míg a többi balkáni államot Délkelet-Európához sorolni. Egyes felosztások kulturális szempontok alapján azóta is inkább Dél-Európához sorolják Görögországot, elkülönítve a balkáni térségtől.

### A tágabb földrajzi meghatározás
Földrajzi szempontból a tágabban értelmezett Dél-Európa az európai földrész egész déli felét is jelentheti. Ez a meghatározás azonban szükségszerűen viszonylagos, mivel a térségnek nincsenek pontos határai.
Az Alpok hegység fizikai határt képez Olaszország és Közép-Európa között, a Pireneusok pedig Nyugat-Európa és Dél-Európa között, ez határ azonban eltűnik Franciaország délkeleti részén, ahol Európa déli és északi fele világos határ nélkül találkozik. Ugyanígy, Európa keleti részén sem határozható meg egy egyértelmű határvonal.

### Az ENSZ geopolitikai meghatározása
Az ENSZ saját hivatalos jelentéseiben és publikációiban régió elnevezéssel csoportosítja az országokat. Ez a csoportosítás gyakran önkényes, elsősorban az országhatárok alapján határozzák meg az egyes régiókat, így Dél-Európát is. Ez a gyakorlat olyan furcsaságokhoz vezet, hogy a földközi-tengeri Korzika szigetét (mivel Franciaországhoz tartozik) nem sorolják Dél-Európához, de például a németlakta Dél-Tirolt igen (mivel Olaszország részét alkotja).

### Éghajlati meghatározás
Dél-Európa éghajlatát talán mediterránként lehetne legjobban meghatározni. Legtöbben úgy tartják, hogy a jól ismert hagyományos élelmiszerek jelentős részének eredete is a mediterrán éghajlathoz köthető, mint például az olajbogyó, a bor és a búza kultúrája.
A mediterrán éghajlati övben igen hasonló tájakat láthatunk (száraz dombok, kis síkságok, tűlevelű erdők, olajfák) és az állatvilág is igen jellemző.
Az éghajlat alapján meghatározott tágabb Dél-Európa területe magába foglalja Portugália déli kétharmadát, Spanyolország déli felét + keleti partvidékét, Franciaország délkeleti partjait + Korzikát, Olaszország nagy részét (kivéve a Pó-síkságot és az Alpok térségét), a volt-Jugoszlávia partvidékét, Albánia partjait, Görögország jelentős területeit, Ciprust és Máltát.

### Nyelvi és kulturális meghatározás
A térség újlatin (spanyol, portugál, olasz) nyelvű országait nevezik Romaniának és francia vagy néha „Latin-Európának” is.

## Az országok népessége, területe
| Ország                     | Terület (km²) | Népesség (2016) | Népsűrűség (per km²) | Főváros          |
| -------------------------- | ------------- | --------------- | -------------------- | ---------------- |
| Albánia                    | 28 748        | 2 926 348       | 111                  | Tirana           |
| Andorra                    | 468           | 77 281          | 180                  | Andorra la Vella |
| Horvátország               | 56 594        | 4 213 265       | 81                   | Zágráb           |
| Gibraltár (UK)             | 6,8           | 34 408          | 4328                 |                  |
| Görögország                | 131 990       | 11 183 716      | 85                   | Athén            |
| Málta                      | 316           | 429 362         | 1307                 | Valletta         |
| Montenegró                 | 13 812        | 628 615         | 50                   | Podgorica        |
| Olaszország                | 301 338       | 59 429 938      | 200                  | Róma             |
| Portugália                 | 92 090        | 10 371 627      | 114                  | Lisszabon        |
| San Marino                 | 61            | 33 203          | 501                  |                  |
| Spanyolország              | 504 030       | 46 347 576      | 93                   | Madrid           |
| Törökország (európai rész) | 23 764        | 10 620 739      | 447                  | Ankara           |
| Vatikán                    | 0,44          | 801             | 1877                 |                  |

### Legnagyobb agglomerációk
|    | Városi terület           | Állam | Népesség (2016) | Népsűrűség (fő/km²) |
| -- | ------------------------ | ----- | --------------- | ------------------- |
| 1  | Isztambul (európai rész) | TUR   | 8 963 431       | 2620                |
| 2  | Madrid                   | ESP   | 6 171 000       | 4600                |
| 3  | Milánó                   | ITA   | 5 257 000       | 2800                |
| 4  | Barcelona                | ESP   | 4 693 000       | 4300                |
| 5  | Róma                     | ITA   | 3 906 000       | 3400                |
| 6  | Nápoly                   | ITA   | 3 706 000       | 3600                |
| 7  | Athén                    | GRE   | 3 484 000       | 5000                |
| 8  | Lisszabon                | POR   | 2 666 000       | 2800                |
| 9  | Marseille                | FRA   | 1 578 000       | 3600                |
| 10 | Valencia                 | ESP   | 1 570 000       | 5700                |

## Külső hivatkozások
- Dél-Európa térképek és útvonaltervező

## Megjegyzés
1. 1 2  Az ENSZ ezeket az országokat Nyugat-Ázsiához sorolja.
2. ↑  ESA.UN.org - United Nations Department of Economic and Social Affairs Population Division. Retrieved 10 September 2017.
3. ↑  United Nations: World Urbanization Prospects. [2007. március 10-i dátummal az eredetiből archiválva]. (Hozzáférés: 2017. november 24.)